# Szekszárd
Szekszárd (ungerskt uttal: [ˈsɛksaːrd] lyssna (fil), tyska: Sechshard, kroatiska: Seksar) är en stad i provinsen Tolna i södra Ungern. Staden är huvudort i provinsen Tolna. Szekszárd har 30 963 invånare (2021), på en yta av 96,28 km². Den ligger cirka 63 kilometer nordost om staden Pécs.